# Бабушкинский парк
Парк культуры и отдыха «Бабушкинский» (Ба́бушкинский парк) — небольшой парк, расположенный на территории муниципального района Лосиноостровский на северо-востоке Москвы. Площадь парка составляет около 6,0817 Га. Является автономным учреждением Департамента культуры города Москвы.
Парк получил название по бывшему городу Бабушкин, в котором находился.

## История

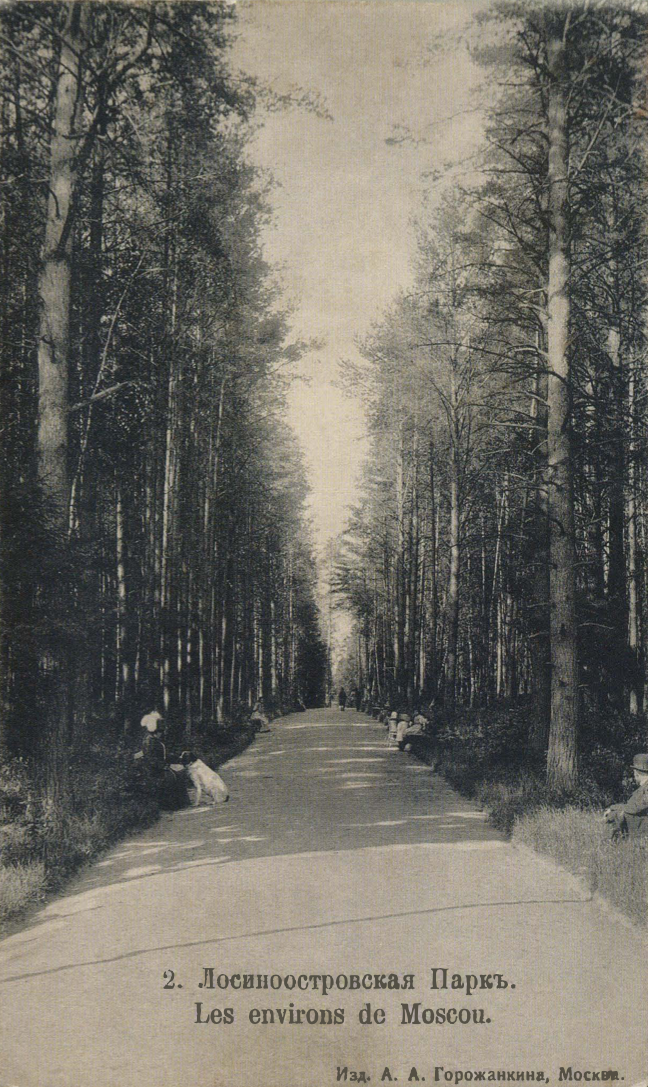
Парк в Лосиноостровске в 1913 году

В 1898 года при планировке посёлка Лосиноостровска образован «общественный парк, длиною в одну версту, площадью 14 1/2 десятин». В 1905 году в результате работы Общества Благоустройства, возникшего в посёлке, в парке «устраиваются общественные площадки во всю длину его прорезывается шестиаршинная аллея с боковыми к ней дорожками, выстраивается летний театр, зимний павильон, площадки для тенниса».
В 1955 парк был заново благоустроен и получил статус городского парка культуры и отдыха. На центральной аллее установили памятники М. С. Бабушкину и А. С. Пушкину. 
Один из первых памятников М.С. Бабушкину, был установлен в 1955 г. в ПКиО "Бабушкинский" (СВАО, гор. Москва, ул. Менжинского дом 6). Собственно, в честь лётчика-героя назван одноименный старинный парк ГАУК "Бабушкинский парк культуры и отдыха", станция метро "Бабушкинская" и целый район - Бабушкинский.
По словам старожила района Чернова Александра Захаровича, автора книги "Лосинка моей памяти", этот бюст изначально стоял в фойе кинотеатра "Бабушкин", в парк бюст перенесли после закрытия к/т "Бабушкин" и начала строительства современного к/т "Арктика".
Это был белый гипсовый бюст на гранитном постаменте, с закреплённой на нём памятной медной табличкой. В 2016 году  по инициативе директора ПКиО "Бабушкинский"  Бускина Игоря Владимировича, белый бюст был отреставрирован, а по его подобию создали более детальный из бронзы работы скульптора Олега Слепова.
С включением города Бабушкин в черту Москвы стал районным парком культуры и отдыха Бабушкинского района. В 1967 в южном углу парка построен кинотеатр «Арктика». В конце 1980-х гг. в парке были «Зелёный театр на 1000 мест, шахматно-шашечный павильон, зал игровых автоматов, тир, детская площадка, аттракционы». В 2005 году накануне 50-тилетия парка выложили плиткой дорожки и установили новые скамейки, а также отреставрировали памятники Бабушкину и Пушкину.
В 2013 году в ПКиО «Бабушкинский» открылся первый в Москве «сухой» фонтан, который подсвечен разноцветным освещением в вечернее время до 22:00 часов, кроме этого завершена модернизация Зеленого театра, в котором помимо концертной площадки появился летний кинотеатр, оснащённый по последнему слову техники. В 2014 году в Бабушкинском парке открылась зона бесплатного Wi-Fi.

## Территории ПКиО «Бабушкинский»
В состав Бабушкинского парка входят 4 парковые территории: 3 из них находятся в Северо-Восточном административном округе и 1 в Северо-Западном административном округе Москвы.
- Основная территория — парк «Бабушкинский» (управа района Лосиноостровский)
- Парк «У Джамгаровского пруда» (управа района Лосиноостровский)
- Сквер по Олонецкому проезду (управы районов Бабушкинский, Северное Медведково, Южное Медведково)
- Ландшафтный парк «Митино» (управа района Митино)

## Транспорт
До парка можно добраться от станции метро Бабушкинская на автобусах № 54М, 124, 238, 238к, С15, 601, 880, 928 до одноимённой остановки «Бабушкинский парк», от станции метро «Отрадное» на автобусе № 605 и на автобусах № 176, № 185, № С15 от железнодорожной платформы «Лось» или пешком от железнодорожной станции Лосиноостровская. Пешком от станции метро «Бабушкинская» (1 200 м): идти по ул. Менжинского в направлении убывания нумерации домов (15 минут).

## Фотографии

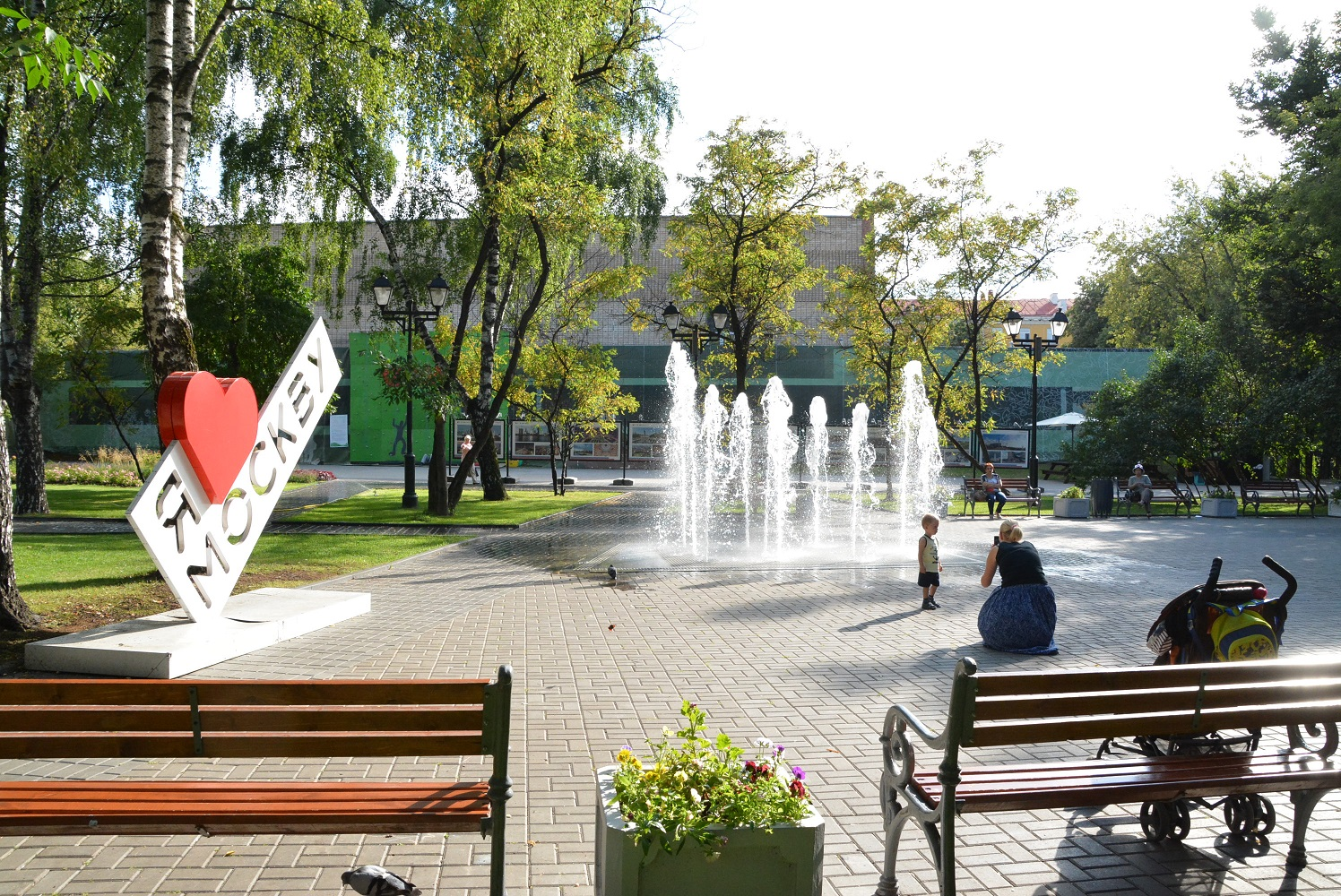
Фонтанная площадь
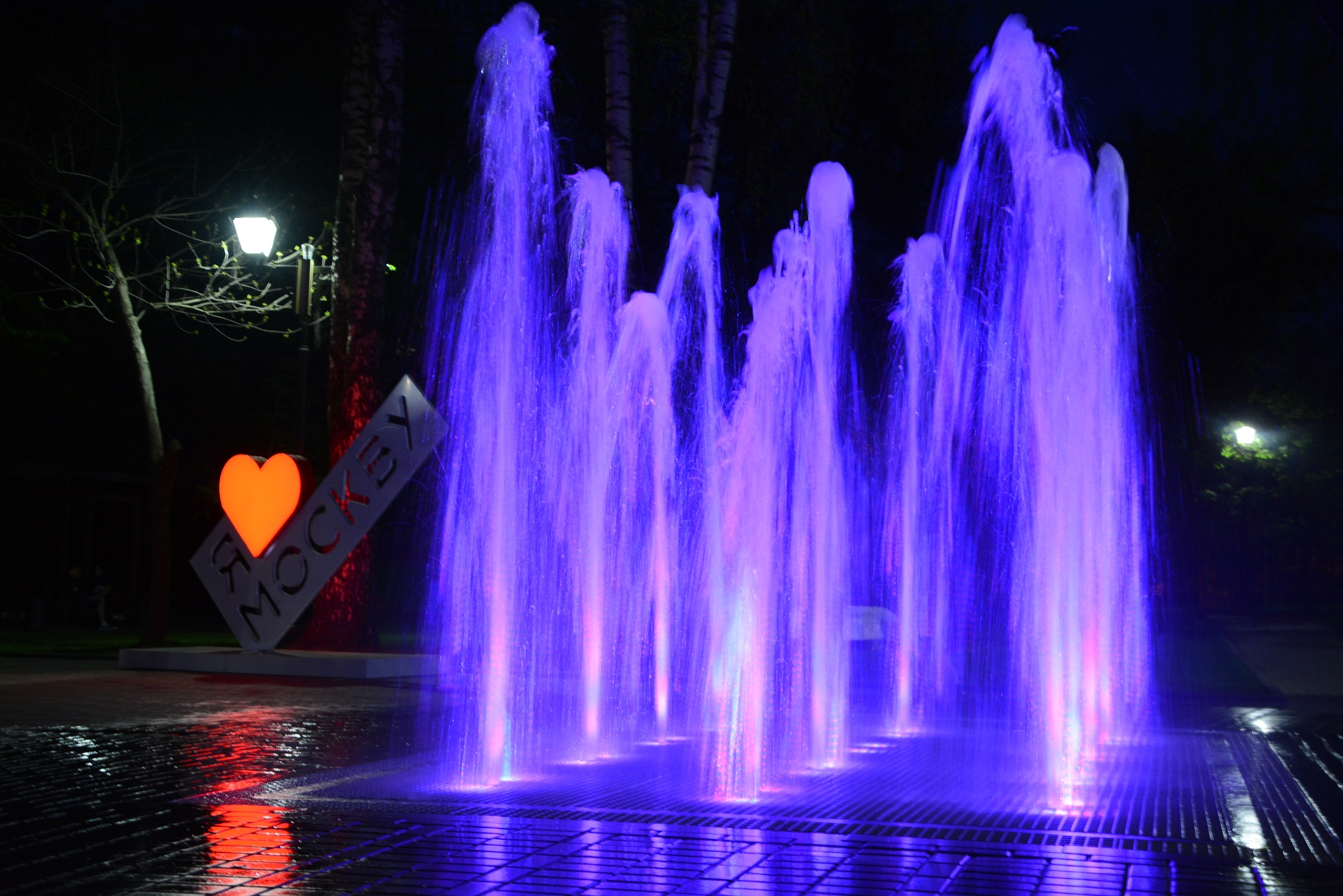
Вечерний фонтан
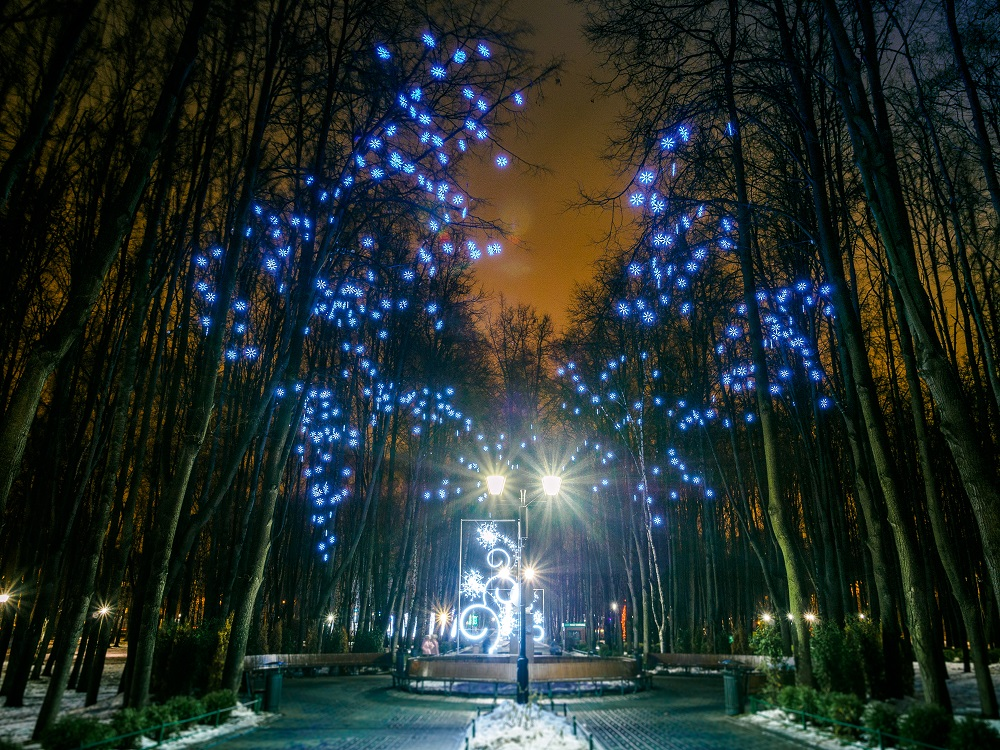
Вечерняя аллея
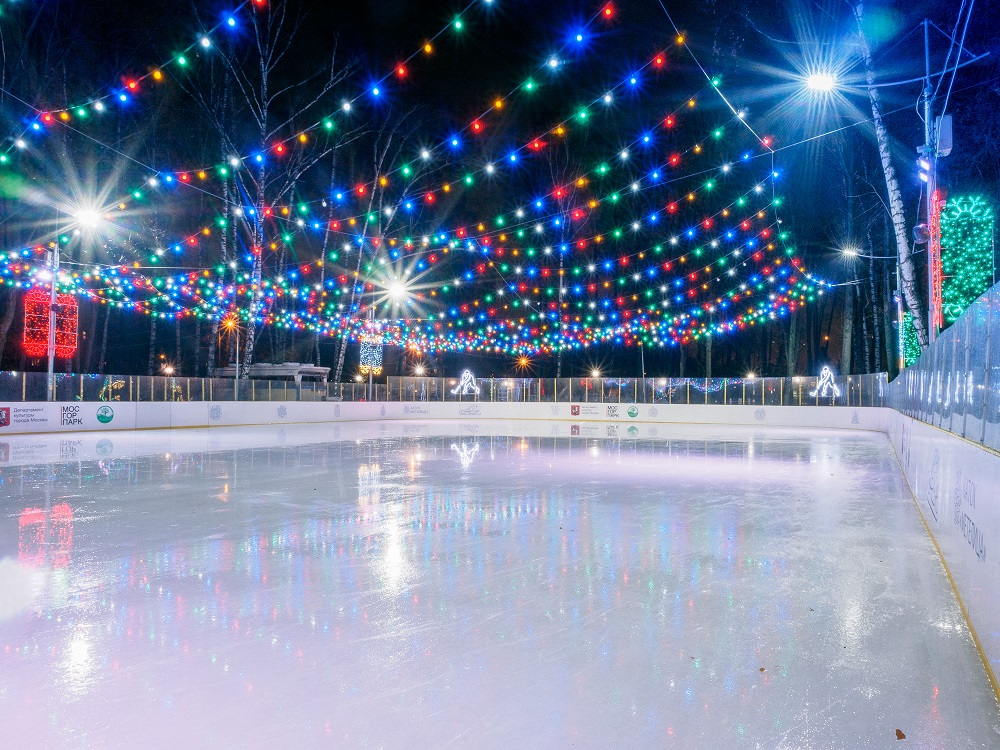
Парковый каток «Метелица»
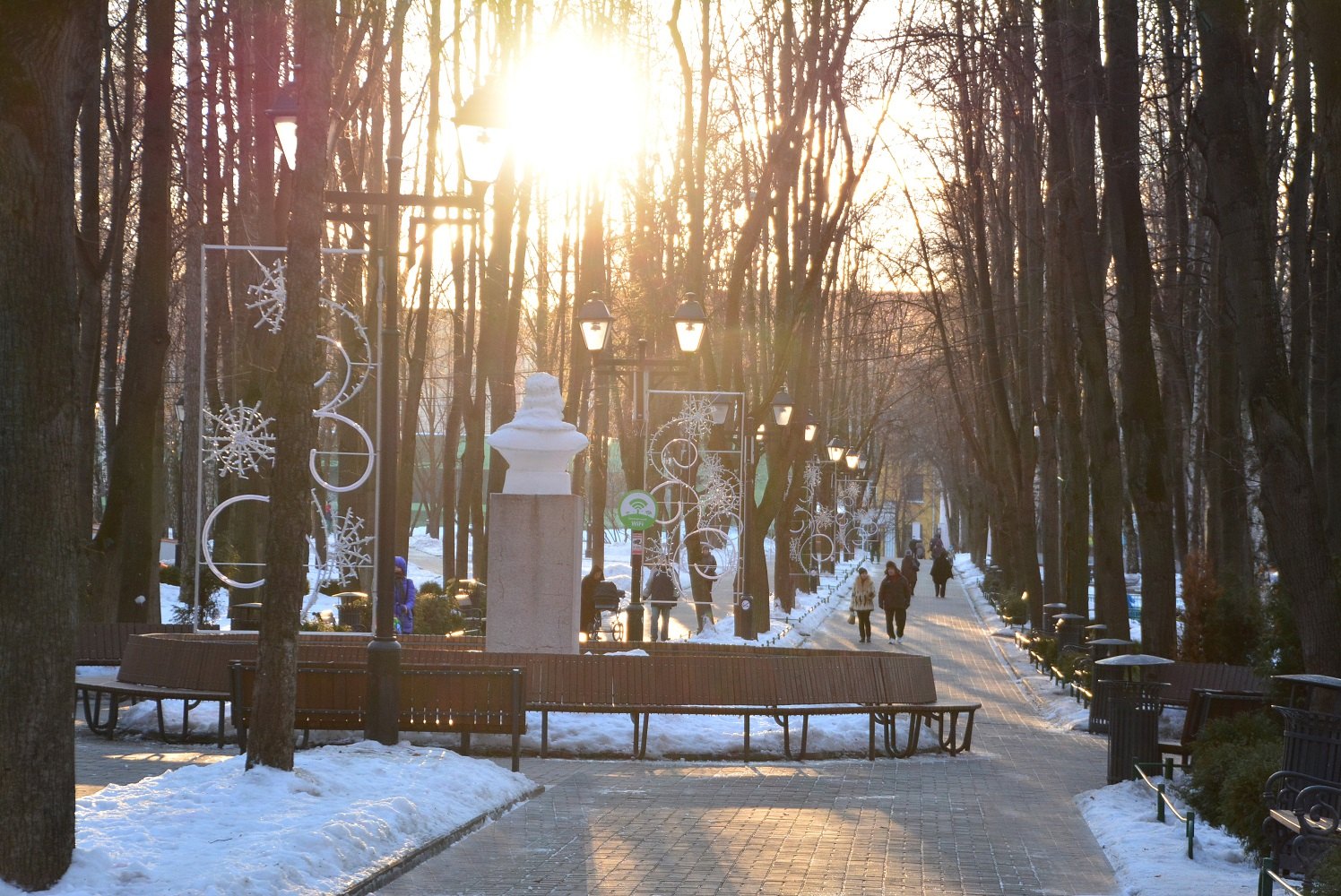
Главная аллея